# Bixio Bossi
Bixio Bossi (* 29. September 1896 in Lugano; † 30. Dezember 1990 ebenda, heimatberechtigt in Lugano) war ein Schweizer Politiker (FDP).

## Biografie
Bixio Bossi kam am 29. September 1896 in Lugano als Sohn des Redakteurs und Politikers Emilio Bossi zur Welt. Er belegte ein Studium der Rechte in Bern und Genf, das er mit dem Erwerb des akademischen Grades eines Dr. iur. abschloss. In der Folge war Bossi als Rechtsanwalt und Notar tätig. Ferner unterrichtete Bossi in den 1930er Jahren Schweizerisches Recht in Pavia. Ausserdem gründete er den Rotary Club von Lugano und präsidierte in den Jahren 1942 bis 1971 den Tessiner ACS. Bossi gehörte keiner Glaubensgemeinschaft an, sondern definierte sich als Freidenker.
Er heiratete erst Ginevra, die Tochter des Virgilio Lampugnani. Später heiratete er Gertrud Bellinghausen, eine Deutsche aus Köln, mit der er zwei Töchter (1944 und 1947) hatte und in Lugano und in Montagnola lebte.
Bixio Bossi verstarb am 30. Dezember 1990 im Alter von 94 Jahren in Lugano.

## Politische Karriere
Bossi, Mitglied der FDP Schweiz, gehörte auf stadtpolitischer Ebene in den Jahren 1924 bis 1932 der Stadtregierung von Lugano an. Auf kantonspolitischer Ebene wirkte er von 1922 bis 1947 im Tessiner Grossrat. Darüber hinaus war Bossi zwischen 1931 und 1942 im Nationalrat sowie zwischen 1942 und 1969 im Ständerat, den er vom 3. Dezember 1951 bis 1. Dezember 1952 präsidierte, vertreten. Zudem präsidierte er von 1921 bis 1946 abwechselnd mit Arnaldo Bolla die freisinnige Partei.
Bixio Bossi gehörte zu den wichtigsten Vertretern des rechten, antisozialistischen Flügels. Seine Position der Nichtwahrnehmung in der Auseinandersetzung mit dem Faschismus trug zur Krise seiner Partei bei, die 1934 in der Abspaltung des demokratischen Flügels gipfelte.